# Esquina (Córdoba)
Esquina é uma comuna da província de Córdoba, na Argentina.